# Mindfactory
Mindfactory GmbH 是一家總部位于德國威廉港的消費电子产品銷售公司。该公司成立于1996年。2000年，该公司从一家有限公司變为一家股份公司。2024年，该公司又成為GmbH。